# Mîkolaiivka, Petropavlivka
Mîkolaiivka (în ucraineană Миколаївка) este o comună în raionul Petropavlivka, regiunea Dnipropetrovsk, Ucraina, formată numai din satul de reședință.

## Demografie
Componența lingvistică a satului Mîkolaiivka
     Ucraineană (92,18%)
     Rusă (7,24%)
     Alte limbi (0,4%)
Conform recensământului din 2001, majoritatea populației satului Mîkolaiivka era vorbitoare de ucraineană (92,18%), existând în minoritate și vorbitori de rusă (7,24%).